# Magnus Jernemyr
Magnus Jernemyr (12 de octubre de 1976, Falun, Suecia) fue un jugador profesional de balonmano que jugó en la posición de pivote. Su último equipo fue el GWD Minden. 
Fue un componente de la Selección de balonmano de Suecia. Su especialidad fue la defensa, de ahí que la mayoría de las veces haya jugado con el equipo contrario atacando.

## Biografía
Magnus Jernemyr debutó en 1994 para el Redbergslids IK Göteborg, en la primera división de Suecia. Allí ganó en 1995, 1996, 1997, 1998, 2000, 2001 y 2003, el campeonato liguero sueco. En 2005 Jernemyr buscó un nuevo reto y se trasladó al Club Balonmano Torrevieja en la Liga ASOBAL española. En la temporada 2007/08 jugó para los daneses del GOG Svendborg TGI antes del verano de 2008 fichó por el FC Barcelona. Con el Barcelona ganó el campeonato de 2011 y la Liga de Campeones de la EHF. En junio de 2013 el Barcelona comunicó que no renovaría su contrato.

## Equipos
- Redbergslids IK Göteborg (1994-2005)
- BM Torrevieja (2005-2007)
- GOG Svendborg (2007-2009)
- FC Barcelona (2009-2013)
- GWD Minden (2014-2017)
- Handbol Marrachí (2017-2018)

## Palmarés

### Redbergslids IK
- Liga de Suecia (1995, 1996, 1997, 1998, 2000, 2001 y 2003)

### FC Barcelona
- Liga de Campeones de la EHF (2011)
- Liga ASOBAL (2011 , 2012 y 2013)
- Copa ASOBAL (2010 , 2012 y 2013)
- Supercopa de España (2009, 2010, 2012)
- Copa del Rey (2009, 2010)

### Selección nacional

#### Juegos Olímpicos
- Medalla de plata en los Juegos Olímpicos de 2012

### Consideraciones personales
- Mejor defensor de la Liga ASOBAL (2012)